# كريستوال (تكساس)
كريستوال (بالإنجليزية: Christoval, Texas)‏ هي أماكن مخصصة للتعداد تقع في الولايات المتحدة في مقاطعة توم غرين (تكساس). يقدر عدد سكانها بـ 422 نسمة ومساحتها 3.1 كم2 وترتفع عن سطح البحر 621 متر.

## التركيبة السكانية
حدّد مكتب تعداد الولايات المتحدة بيانات التركيبة السكانية لكريستوال في تعداد الولايات المتحدة. في ما يلي، التركيبة السكانية حسب تعدادي 2000 و2010.

### تعداد عام 2000
بلغ عدد سكان كريستوال 422 نسمة بحسب تعداد عام 2000، وبلغ عدد الأسر 167 أسرة وعدد العائلات 124 عائلة مقيمة في المنطقة السكنية. في حين سجلت الكثافة السكانية 124.1 نسمة لكل كيلومتر مربع (321.4/ميل2). وبلغ عدد الوحدات السكنية 218 وحدة بمتوسط كثافة قدره 64.1 لكل كيلومتر مربع (166.0/ميل2).
وتوزع التركيب العرقي للمنطقة السكنية بنسبة 92.18% من البيض و0.47% من الأمريكيين الأفارقة و1.18% من الأمريكيين الأصليين و5.21% من الأعراق الأخرى و0.95% من عرقين مختلطين أو أكثر و14.45% من الهسبانيون أو اللاتينيون من أي عرق.
بلغ عدد الأسر 167 أسرة كانت نسبة 43.1% منها لديها أطفال تحت سن الثامنة عشر تعيش معهم، وبلغت نسبة الأزواج القاطنين مع بعضهم البعض 51.5% من أصل المجموع الكلي للأسر، ونسبة 19.8% من الأسر كان لديها معيلات من الإناث دون وجود شريك،  بينما كانت نسبة 3% من الأسر لديها معيلون من الذكور دون وجود شريكة وكانت نسبة 25.7% من غير العائلات. تألفت نسبة 22.2% من أصل جميع الأسر من عدة أفراد يعيشون في نفس المنزل ونسبة 7.8% كانت تتألف من شخص يعيش بمفرده يبلغ من العمر 65 عاماً أو أكثر. وبلغ متوسط حجم الأسرة المعيشية 2.53، أما متوسط حجم العائلات فبلغ 2.96.
بلغ العمر الوسطي للسكان 39.8 عاماً. وكانت نسبة 30.6% من القاطنين تحت سن الثامنة عشر، وكانت نسبة 5.5% بين الثامنة عشر والرابعة والعشرين عاماً، ونسبة 25.1% كانت واقعةً في الفئة العمرية ما بين الخامسة والعشرين والرابعة والأربعين عاماً، ونسبة 24.4% كانت ما بين الخامسة والأربعين والرابعة والستين، ونسبة 14.5% كانت ضمن فئة الخامسة والستين عاماً فما فوق. يوجد لكل 100 أنثى 99.1 ذكر، ويوجد لكل 100 أنثى في الثامنة عشر من عمرها فما فوق 86.6 ذكر.
بلغ متوسط دخل الأسرة في المنطقة السكنية 26,750 دولارًا، أما متوسط دخل العائلة فبلغ 32,292 دولارًا. وكان متوسط دخل الذكور 28,750 دولارًا مقابل 24,688 دولارًا للإناث. وسجل دخل الفرد الخاص بالمنطقة السكنية 13,257 دولارًا. وكانت نسبة 12.6% من العائلات ونسبة 18.3% من السكان تحت خط الفقر، وكان من هؤلاء نسبة 24.8% تحت سن الثامنة عشر ونسبة 10.2% في الخامسة والستين من العمر وما فوق.

### تعداد عام 2010
بلغ عدد سكان كريستوال 504 نسمة بحسب تعداد عام 2010، وبلغ عدد الأسر 208 أسرة وعدد العائلات 138 عائلة مقيمة في المنطقة السكنية. في حين سجلت الكثافة السكانية 148.2 نسمة لكل كيلومتر مربع (383.8/ميل2). وبلغ عدد الوحدات السكنية 256 وحدة بمتوسط كثافة قدره 75.3 لكل كيلومتر مربع (195.0/ميل2).
وتوزع التركيب العرقي للمنطقة السكنية بنسبة 91.47% من البيض و0.20% من الأمريكيين الأفارقة و0.20% من الأمريكيين الأصليين و0.60% من الأمريكيين ذوي الأصول الآسيوية و6.55% من الأعراق الأخرى و0.99% من عرقين مختلطين أو أكثر و19.25% من الهسبانيون أو اللاتينيون من أي عرق.
بلغ عدد الأسر 208 أسرة كانت نسبة 30.3% منها لديها أطفال تحت سن الثامنة عشر تعيش معهم، وبلغت نسبة الأزواج القاطنين مع بعضهم البعض 49.5% من أصل المجموع الكلي للأسر، ونسبة 12% من الأسر كان لديها معيلات من الإناث دون وجود شريك،  بينما كانت نسبة 4.8% من الأسر لديها معيلون من الذكور دون وجود شريكة وكانت نسبة 33.7% من غير العائلات. تألفت نسبة 29.3% من أصل جميع الأسر من عدة أفراد يعيشون في نفس المنزل ونسبة 11.1% كانت تتألف من شخص يعيش بمفرده يبلغ من العمر 65 عاماً أو أكثر. وبلغ متوسط حجم الأسرة المعيشية 2.42، أما متوسط حجم العائلات فبلغ 2.97.
بلغ العمر الوسطي للسكان 45.7 عاماً. وكانت نسبة 22.4% من القاطنين تحت سن الثامنة عشر، وكانت نسبة 6% بين الثامنة عشر والرابعة والعشرين عاماً، ونسبة 20.6% كانت واقعةً في الفئة العمرية ما بين الخامسة والعشرين والرابعة والأربعين عاماً، ونسبة 35.7% كانت ما بين الخامسة والأربعين والرابعة والستين، ونسبة 15.3% كانت ضمن فئة الخامسة والستين عاماً فما فوق. وتوزع التركيب الجنسي للسكان بنسبة 49.2% ذكور و50.8% إناث.

## أعلام
- كولبي دونالدسون